# 唐努乌梁海

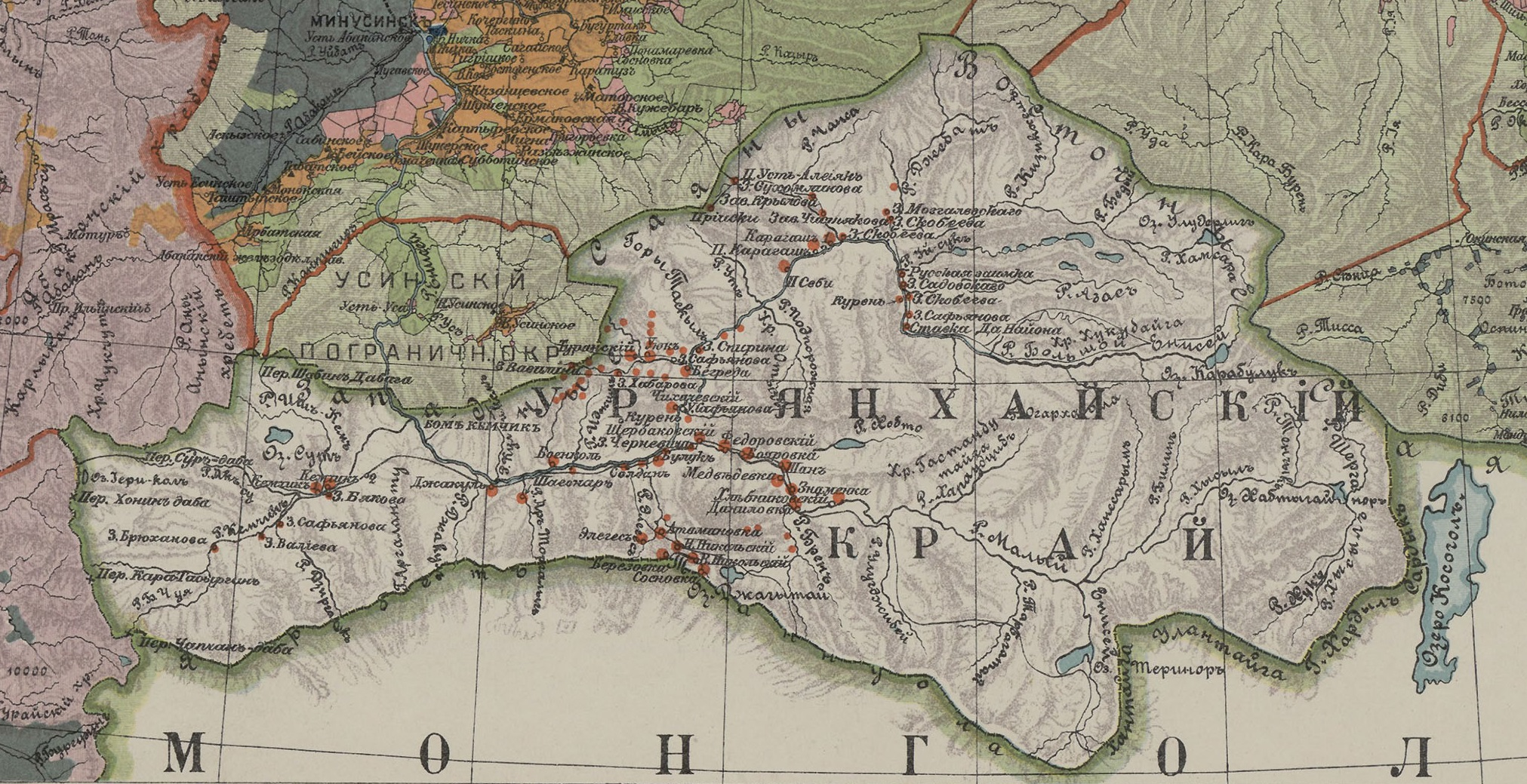
图瓦在1914年的版图

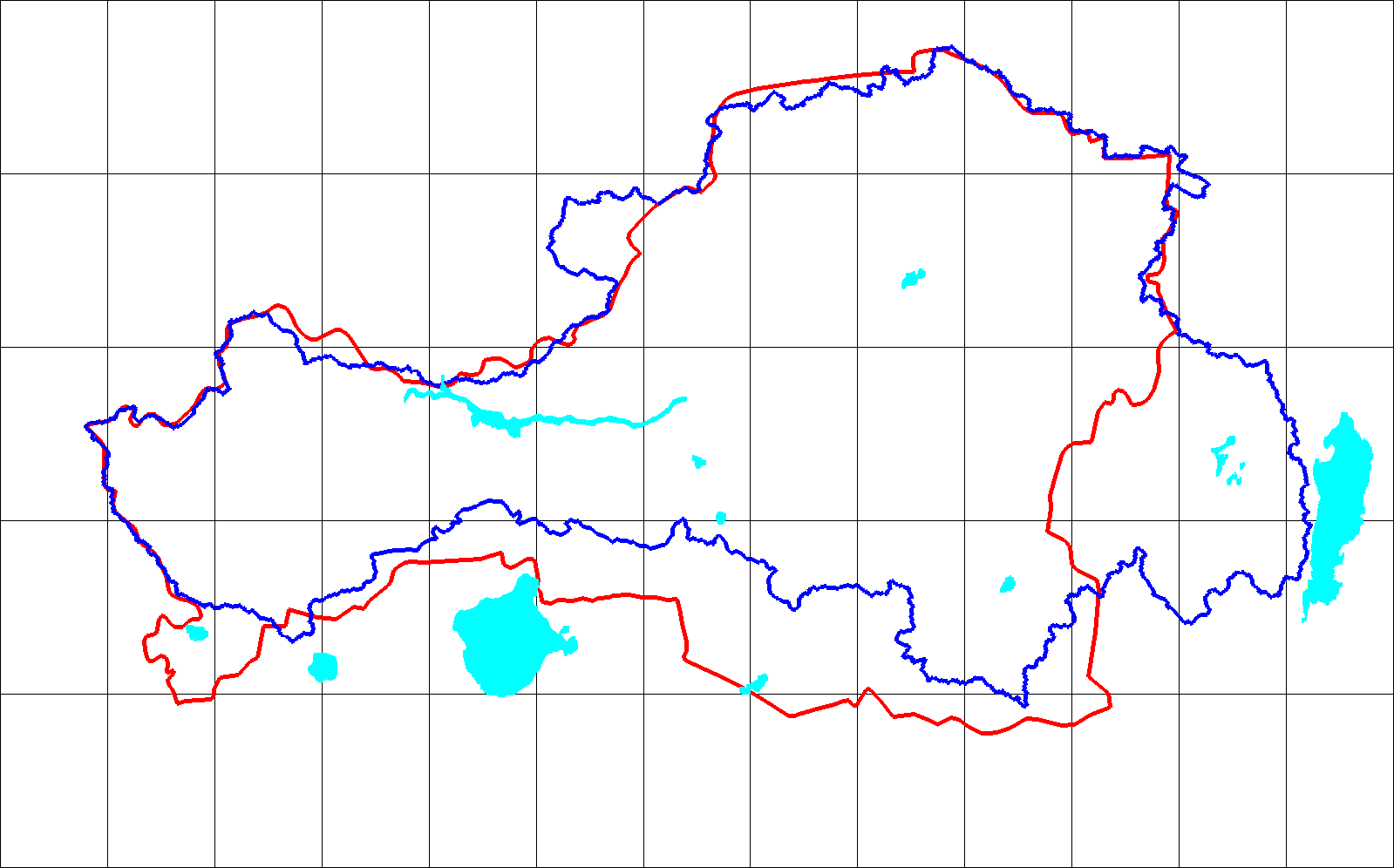
图瓦在1914年的领土边界（蓝色），图瓦在1954年的领土边界（红色）

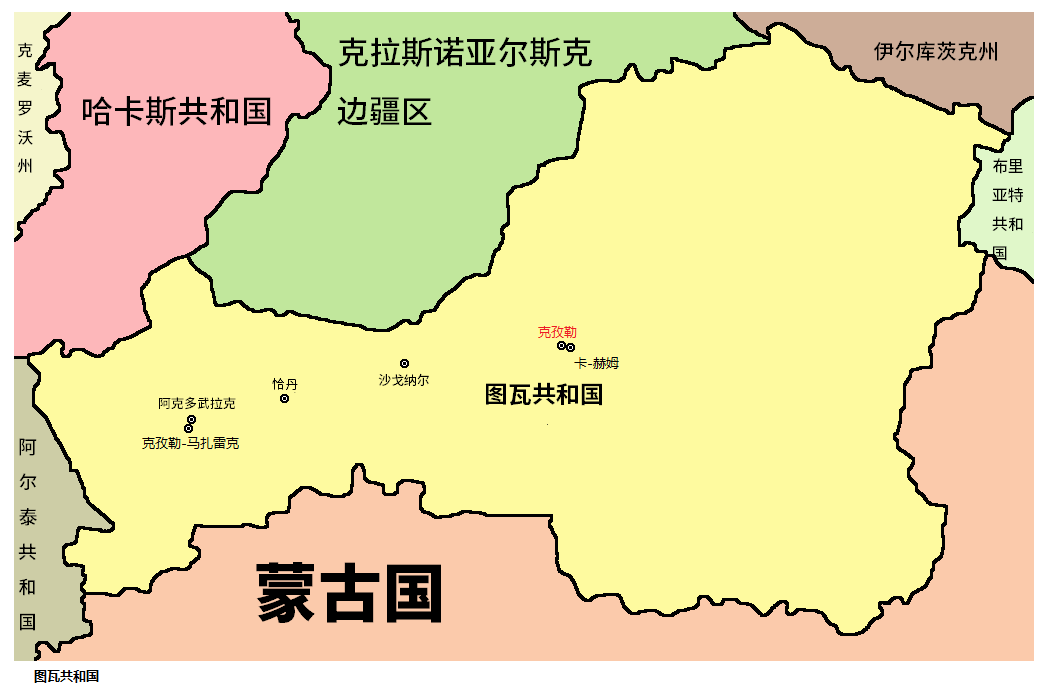
简体中文的图瓦共和国版图

唐努乌梁海（穆麟德轉寫：Tangnu Uriyanghai），元代稱益蘭州，是清代烏梁海的三部分之一，大致位于今日俄罗斯联邦图瓦共和国一带。清代唐努乌梁海位于外蒙古西北，北至萨彦岭，南到唐努烏拉山脈，西到俄罗斯巴尔瑙尔东南，东到外蒙古库苏古尔湖以东，是一个群山环抱的狭长盆地。
唐朝以前，唐努烏梁海先後為匈奴、鮮卑、突厥等游牧帝国的統治區域。唐代为都播地，前期隶属安北都护府管辖，後属后突厥和回鹘汗国。西辽統治结束後属乃蛮。元朝属岭北行省，称谦州、益兰州。明代時先属瓦剌部，再歸於東蒙古（韃靼）和喀尔喀阿拉坦汗統治。清代称为唐努乌梁海。清末，大批俄羅斯移民進入唐努烏梁海。
1911年末外蒙古独立後與中國交戰，唐努旗副都統銜總管貢布多爾濟和克穆齐克旗总管巴彦巴达尔呼也於1912年2月宣佈獨立，成立烏梁海共和國，並遣使請求俄羅斯帝國保護，未獲同意，但俄軍派兵護僑；唐努旗附屬的二旗原本希望加入蒙古博克多汗國，但於1913年秋改變態度，唐努五旗（包括新成立的「貝子旗」而不包括庫蘇古爾旗）共同請願併入俄國，1914年帝俄政府成立烏梁海邊疆區（俄语：Урянха́йский край）。1913年中俄聲明則將唐努烏梁海與科布多一併劃入“外蒙古自治區域”；1919年一度被中國軍隊佔據。1921年，布爾什維克黨在唐努烏梁海成立唐努-圖瓦人民共和國，不久改名為圖瓦人民共和國，蘇聯承認其為獨立國家。1944年被併入蘇聯俄羅斯蘇維埃聯邦社會主義共和國，改称图瓦自治州。1945年8月，中华民国政府与苏联政府签订《中华民国苏维埃社会主义共和国联邦友好同盟条约》，其后中华民国承认外蒙古独立。1961年升格为图瓦苏维埃社会主义自治共和国。1991年苏联解体后，图瓦共和国加入俄罗斯联邦，隸屬于俄西伯利亚联邦管区，面积为17万平方公里，首府为克孜勒。
中华民国及中苏交恶时期的中华人民共和国曾与苏联争论其归属；1948年5月，中华民国驻苏大使傅秉常照会苏联外交部，声明唐努乌梁海为其领土，但蘇聯方面並未理會；1972年，中华人民共和国人民出版社出版的《各国概况》表示「苏联在1944年吞并我国领土唐努乌梁海，中国政府没有承认」。其后，中华人民共和国政府于2001年在《中俄睦邻友好合作条约》中指出两国“相互没有领土要求”、“双方在两国边界尚未协商一致的地段维持现状”，至今仍未作出明確說明。中华民国政府则于2005年廢止「原中華民國公告疆域行政區劃」，外交部網站地圖將該地區畫入俄、蒙境內。其后于2006年廢止《蒙古盟部旗組織法》，2013年說明由于“務實考量國際局勢與實際需求”，承认图瓦共和国为俄罗斯联邦主体之一。

## 人口
根据资料称，图瓦人目前占该地人口的82%（2010年人口统计）。图瓦人係蒙古化的突厥语民族一支，旧时被称为烏梁海人，乌梁海是他称而非自称，唐努图瓦也因此被称为唐努乌梁海地区。这一种观点认为，图瓦人属于突厥人的一支，证据包括图瓦语被公认属于突厥语系而非蒙古语系。还有观点认为图瓦即唐代屬鐵勒中的都播，受突厥與回紇統治，元代稱禿巴，是林木中百姓，原本是蒙古语族群而突厥化。

## 区划
清代分为五旗和若干佐领（初为四十六，後为三十六），除直属将军的佐领外（乾隆年间定边左副将军下属二十五佐领，清末同治年间俄国割走西北十佐领之地，今阿巴坎河流域），属喀尔喀蒙古扎萨克图汗者五，属赛音诺颜者十三，属哲布尊丹巴呼图克图门徒者三，统于乌里雅苏台定边左副将军，其中唐努乌梁海人被編為由乌里雅苏台定边左副将军直接管轄的五个旗，五旗和将军直辖佐领与属于王公喇嘛的佐领不同，不属于外蒙古喀爾喀四部，而是不設札薩克的內屬蒙古。在中俄勘分西北界前，唐努乌梁海不仅包含俄罗斯联邦的图瓦共和国和蒙古国的库苏古尔省的绝大部分，还包含俄罗斯所属的阿尔泰共和國领土，总面积约24万平方公里。
| 唐努乌梁海（18世纪至1911年）                       | 唐努乌梁海（18世纪至1911年）                                    | 唐努乌梁海（18世纪至1911年）     | 唐努乌梁海（18世纪至1911年）                             |
| 全称                                               | 蒙古语（俄语）                                                  | 通称                             | 旗府（现代位置）                                         |
| -------------------------------------------------- | --------------------------------------------------------------- | -------------------------------- | -------------------------------------------------------- |
| 托锦乌梁海旗                                       | Тожийн урианхай хошуу （Тоджинурский/Тоджихошун）               | 托錦旗                           | 今 俄羅斯圖瓦共和國托贾区和卡赫姆區                      |
| 萨拉吉克乌梁海旗                                   | Салчакийн урианхай хошуу （Хемгольский/Салджакский/Салчакский） | 薩拉吉克旗                       | 今 俄羅斯圖瓦共和國坦德區一帶                            |
| 库苏古尔（湖）乌梁海旗                             | Хөвсгөл нуурын урианхай хошуу （Хубсугольский/Хасутский）       | 庫布蘇庫諾爾旗                   | 今 蒙古国庫蘇古爾省昌德曼溫都爾縣                        |
| 唐努乌梁海旗                                       | Тагнын урианхай хошуу （Тесингольский/Оюннарский）              | 唐努旗                           | 今 俄羅斯圖瓦共和國捷斯赫姆区一帶                        |
| 肯木次克（河）乌梁海旗                             | Хэмчиг голын урианхай хошуу （Хечикский）                       | 克穆齐克旗                       | 今 俄羅斯圖瓦共和國准-赫姆奇克区東南                     |
| 扎萨克图汗部贝勒旗华克穆河东北佐领                 |                                                                 | 扎薩克圖汗部烏梁海一佐領         | 今 俄羅斯圖瓦共和國卡赫姆區一帶                          |
| 扎萨克图汗部贝勒旗谟什克河西佐领                   |                                                                 | 扎薩克圖汗部烏梁海一佐領         | 今 俄羅斯圖瓦共和國切季霍爾區南岸                        |
| 扎萨克图汗部贝勒旗扎库尔河源佐领                   |                                                                 | 扎薩克圖汗部烏梁海一佐領         | 今 俄羅斯圖瓦共和國烏盧格赫姆區舆准-赫姆奇克区交界处一帶 |
| 扎萨克图汗部贝勒旗库苏古尔泊北佐领                 |                                                                 | 扎薩克圖汗部烏梁海一佐領         | 今 蒙古国庫蘇古爾省汗赫縣北岸                            |
| 扎萨克图汗部贝勒旗德勒格尔河西佐领                 |                                                                 | 扎薩克圖汗部烏梁海一佐領         | 今 蒙古国庫蘇古爾省察干烏拉縣一帶                        |
| 定边左副将军属库苏古尔泊东二佐领                   |                                                                 | 烏梁海二佐領                     | 今 蒙古国庫蘇古爾省察干烏爾縣北                          |
| 定边左副将军属哈喇台尔河北二佐领                   |                                                                 | 烏梁海二佐領                     | 今 蒙古国庫蘇古爾省察干烏拉縣西北                        |
| 哲布尊丹巴呼圖克圖屬西临华克穆河三佐領             |                                                                 | 哲布尊丹巴呼圖克圖屬烏梁海三佐領 | 今 蒙古国庫蘇古爾省烏蘭烏拉縣和察干淖爾縣                |
| 定边左副将军属唐努山北三佐领                       |                                                                 | 烏梁海三佐領                     | 今 俄羅斯圖瓦共和國切季霍爾區                            |
| 定边左副将军属克穆齐克河四佐领                     |                                                                 | 烏梁海四佐領                     | 今 俄羅斯圖瓦共和國恰霍爾區                              |
| 定边左副将军属贝克穆河东四佐领                     |                                                                 | 烏梁海四佐領                     | 今 俄羅斯圖瓦共和國托贾区                                |
| 赛音諾顏部额鲁特贝子旗鄂尔噶汗山北十三佐領         |                                                                 | 赛音諾顏部烏梁海十三佐領         | 今 俄羅斯圖瓦共和國蘇特霍爾區                            |
| 库苏古尔乌梁海（1911年蒙古独立后留在外蒙古的部分） |                                                                 |                                  |                                                          |
| 全称                                               | 蒙古语名称                                                      | 通称                             | 旗府（现代位置）                                         |
| 达尔哈特沙毕                                       | Дархан шавь                                                     | 達爾哈達沙畢                     | 今 蒙古国庫蘇古爾省倫欽勒呼木貝縣和查干淖爾縣            |
| 前希勒合坦乌梁海                                   | Өвөр Ширхтэн урианхай                                           |                                  | 今 蒙古国庫蘇古爾省圖內勒縣和額爾德尼布爾干縣一帶        |
| 后希勒合坦乌梁海                                   | Ар Ширхтэн урианхай                                             |                                  | 今 蒙古国庫蘇古爾省烏蘭烏拉縣和巴彥珠爾赫縣一帶          |
| 乌梁海旗                                           | Урианхай хошуу                                                  |                                  | 今 蒙古国庫蘇古爾省察干烏爾縣一帶                        |

注：

①谟什克河、扎库尔河均为华克穆河（小叶尼塞河）南岸支流。哈喇台尔河为色楞格河上游支流，流经木伦。

②“沙毕”为哲布尊丹巴徒众，有单独的领地。

## 歷史

### 早期歷史
唐朝以前，唐努乌梁海先后为匈奴、鲜卑、突厥等民族政权的统治区域。唐滅東突厥後，647-648年都播（圖瓦人古稱）等部先后遣使请求唐太宗在其地设置“唐官”，唐朝置坚昆都督府，隶属于安北都护府管辖，後突厥汗国随后征服此地。
745年，回纥在唐玄宗的支持下建立回鹘汗国，唐努乌梁海归回纥汗国管辖，并一度在该地建立过行宫。
9世纪中期，唐努乌梁海成为黠戛斯属地。
12世纪，唐努乌梁海属西辽，後為乃蛮部屬地。
1207年，成吉思汗遣长子术赤北征“林木中百姓”，降服了唐努乌梁海的林中百姓，设置了四个千户，归成吉思汗直接管辖。元代成为岭北行省的组成部分，称益兰州。忽必烈派遣亲信出任唐努乌梁海的吉利吉思、撼合纳（叶尼塞河上源贝克穆河流域）、谦州、乌斯、昂可剌等“五部断事官”，安排军队驻守屯田，征收赋税等，使该地区成为秃巴思（圖瓦人古稱）、蒙古、汉人等多族聚居的地区。
明朝初期，唐努乌梁海归于瓦剌部（西蒙古）控制。明朝中期，韃靼部（東蒙古）达延汗击败瓦剌部，将唐努乌梁海纳入自己的统治之下，划分为六万戶之一的“兀良哈万户”，兀良哈万户被瓜分後，属喀尔喀万户的诸鄂托克。明末，被准噶尔和和托輝特部争夺。清準戰爭期間，為清廷和準噶爾汗國爭奪。
清朝攻取外蒙古及新疆後，實行盟旗制度，直接統治。乾隆年间撤驿之变後，原属青衮杂卜的乌梁海各鄂托克归服清廷，分为四个旗，后来又将获罪的达木拜台吉（科布多额鲁特）属下的乌梁海人编为一旗，由唐努旗掌管“唐努烏梁海五旗總管之印”。同治三年（1864年），沙皇俄国迫清政府签订 《中俄勘分西北界约记》，割去其西北阿穆哈河流域十佐领之地。

### 近现代

1914年的俄罗斯帝国将乌梁海区域划入保護國

烏梁海邊疆區（保護國）的旗幟（1918-1921）

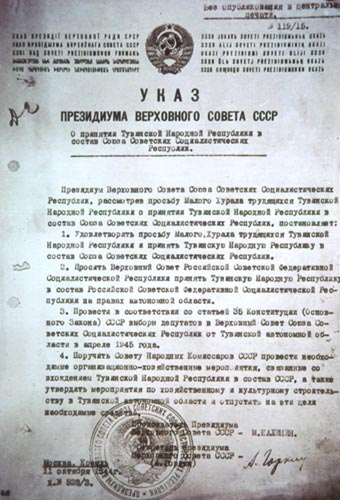
1944年10月，蘇聯官方將唐努烏梁海編入俄羅斯的命令

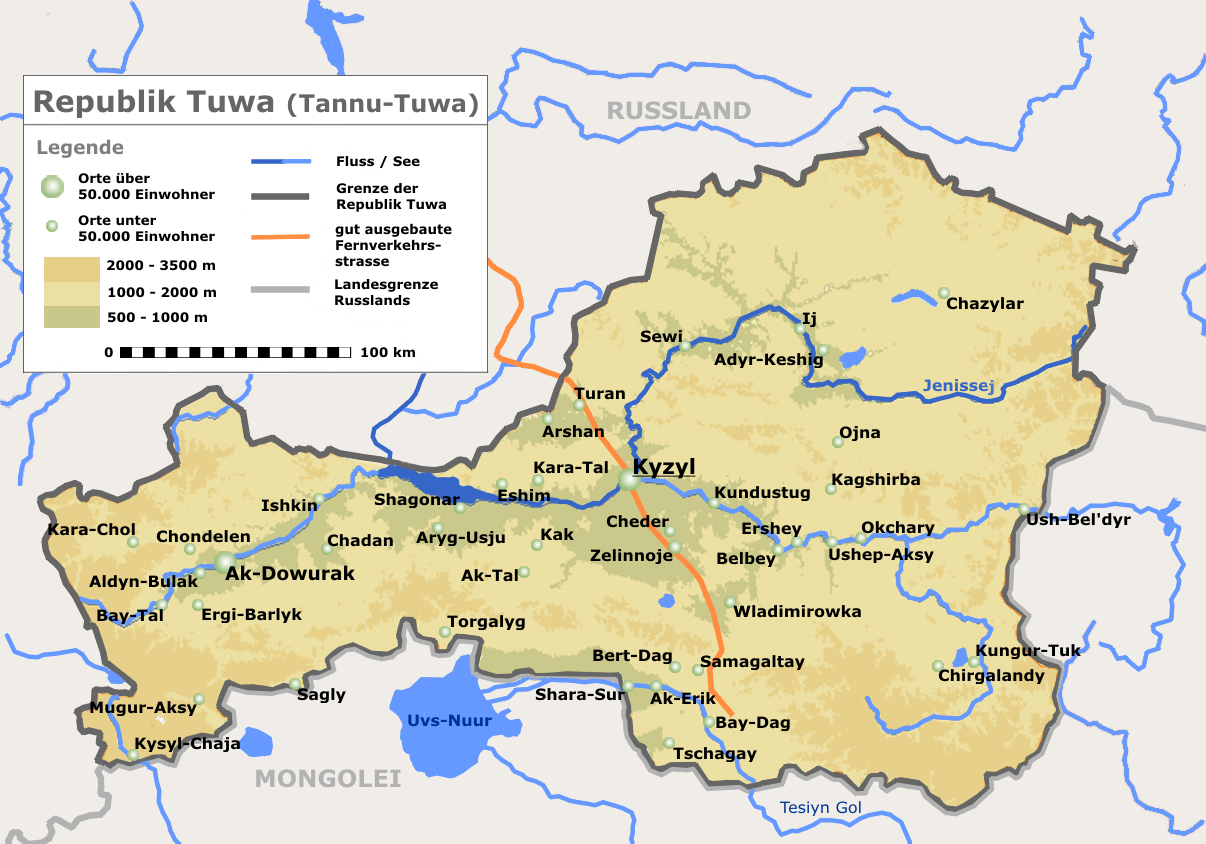
圖瓦共和國地圖，與唐努烏梁海五旗轄境大致相當

1860年至1911年，俄罗斯帝国以探險和採礦為名，對唐努烏梁海進行殖民，引入大量俄國移民，唐努烏梁海的居民多與俄羅斯商人貿易，該地經濟與俄國聯繫密切。蒙禁解除後，自1902年開始清廷允許漢人前往唐努烏梁海经商，以對抗俄羅斯對該地區的經濟控制。至1910年，烏里雅蘇臺已有三十多家漢人商號的分支機構，迅速主導了唐努烏梁海的商業。
1911年辛亥革命爆發，中國各省紛紛獨立。隨後外蒙古也於12月1日宣佈獨立，成立博克多汗國。1912年2月，唐努旗副都統銜總管貢布多爾濟（Комбу-Доржу）宣佈屬下三旗獨立，成立乌梁海共和国。他自稱已被選為獨立的烏梁海領袖，和克穆齐克旗总管巴彦巴达尔呼一起向俄國遞交請願書，希望俄國出兵保護，以防止再度落入中國控制之中。不過，另外兩旗的諾顏們更希望加入蒙古博克多汗國。俄國內閣的政策是加大影響力、逐步吸收這片地區，且擔心倉促行動會激怒中國，因此沒有回復貢布多爾濟的請求。1912年，尼古拉二世以俄國移民遭襲擊為藉口，派兵進入唐努烏梁海，中部二十七佐领皆为俄軍佔領。而在赛音诺颜部额鲁特贝子旗所属的乌梁海，“辛亥后俄人驱逐贝子，擅派一喇嘛名金巴（Чымба）者为总管，管辖十七苏木”，也被称为“贝子旗”。1913年秋天，另外兩旗的諾顏改變態度，也向俄國遞交請願書，希望併入俄國。1914年4月，烏梁海共和國正式接受俄羅斯帝國的保護，成為烏梁海邊疆區。俄羅斯帝國政府委派事務專員管理當地；1915年又宣佈俄國的民法、刑法及各類法典均適用於烏梁海邊疆區。
1916年12月28日，由於俄國忙於第一次世界大戰，中華民國政府決定由烏里雅蘇臺佐理專員兼管唐努烏梁海事務。十月革命後，白俄殘軍進入唐努烏梁海。1918年下半年，北洋政府任命嚴式超出任唐努烏梁海佐理專員，率兵進入當地驅逐在唐努烏梁海地區的俄軍殘餘勢力；次年6月，中國軍隊佔領外蒙古及唐努烏梁海地區。
1921年3月，佔據庫倫的俄國白軍攻入唐努烏梁海，7月蘇俄紅軍進入唐努烏梁海地區消滅白俄殘軍。1921年8月14日，蘇俄在唐努烏梁海成立唐努-圖瓦人民共和國（後改為圖瓦人民共和國），中國北洋政府不予承認，仍视其为外蒙古的一部分。
1926年，苏联、蒙古人民共和国和图瓦人民共和国三方代表召开会议，外蒙古承认了唐努-图瓦的独立，但东部库苏古尔湖附近仍属外蒙古。1931年后，与原库苏古尔诺尔旗混居的东部九佐领之地划归蒙古人民共和国的库苏古尔省。
1931年，國民政府制定公布《蒙古盟部旗組織法》（該法已於2006年廢止）時，第四條第二項提到唐努烏梁海。
1941年，蘇聯指示圖瓦人民共和國參加蘇德戰爭。
1944年8月17日，圖瓦人民共和國小呼拉爾非常大會通過一個宣言，請求蘇聯接納唐努烏梁海加入。10月11日，蘇聯最高蘇維埃決定接受這一請求。10月13日，俄羅斯蘇維埃聯邦社會主義共和國最高蘇維埃主席團發布命令，將唐努烏梁海作為一個自治州劃入俄羅斯聯邦的建制。蘇聯當時對此事秘而不宣，官方未發表聲明，塔斯社也沒有報導。直到第二次世界大戰結束以後，蘇聯兼并唐努烏梁海才為世人所知。
1945年8月，簽訂《中蘇友好同盟條約》。該約對外蒙地位做了明確規定，對唐努烏梁海問題未特別提及。1945年年底，蘇聯舉行最高蘇維埃代表選舉。10月11日，蘇聯最高蘇維埃主席團在公布選舉區時，將圖瓦自治州列為第299選區。中國國民政府通過駐蘇大使館的調查知道了此事，但并未表態。
1948年3月17日，蘇聯廣播電台宣布：「圖瓦人民共和國併入俄羅斯社會主義聯邦共和國為圖瓦自治州。」
4月23日，中華民國政府國防部第二廳廳長侯騰向國民政府主席蔣介石報告了此事，並指出：唐努圖瓦共和國「原為我唐努烏梁海之西部」。唐努烏梁海「向非庫倫外蒙政府所屬，尤非蘇聯領土，前此蘇聯予以佔領，我迄無行動，此際在外交上似應明確表示，保留對蘇聯提出交涉之權利」，「以免自陷於默認之境地」。蔣介石覽後批示：「先交外交部核議，並飭國防部第二廳將民三、民九、民十五、民卅二各年蘇方對唐努進行侵略時我方所取對策詳報。」5月1日，侯騰向蔣介石呈上「蘇方歷次侵略唐努烏梁海暨我方反應各情對照表」。
5月7日，中華民國政府通過駐蘇大使傅秉常向蘇聯政府提出嚴重抗議，並聲明保留一切權利。蘇方置若罔聞，始終未予答覆。
1961年10月，自治州升格为圖瓦蘇維埃社會主義自治共和國。

### 俄罗斯联邦时期

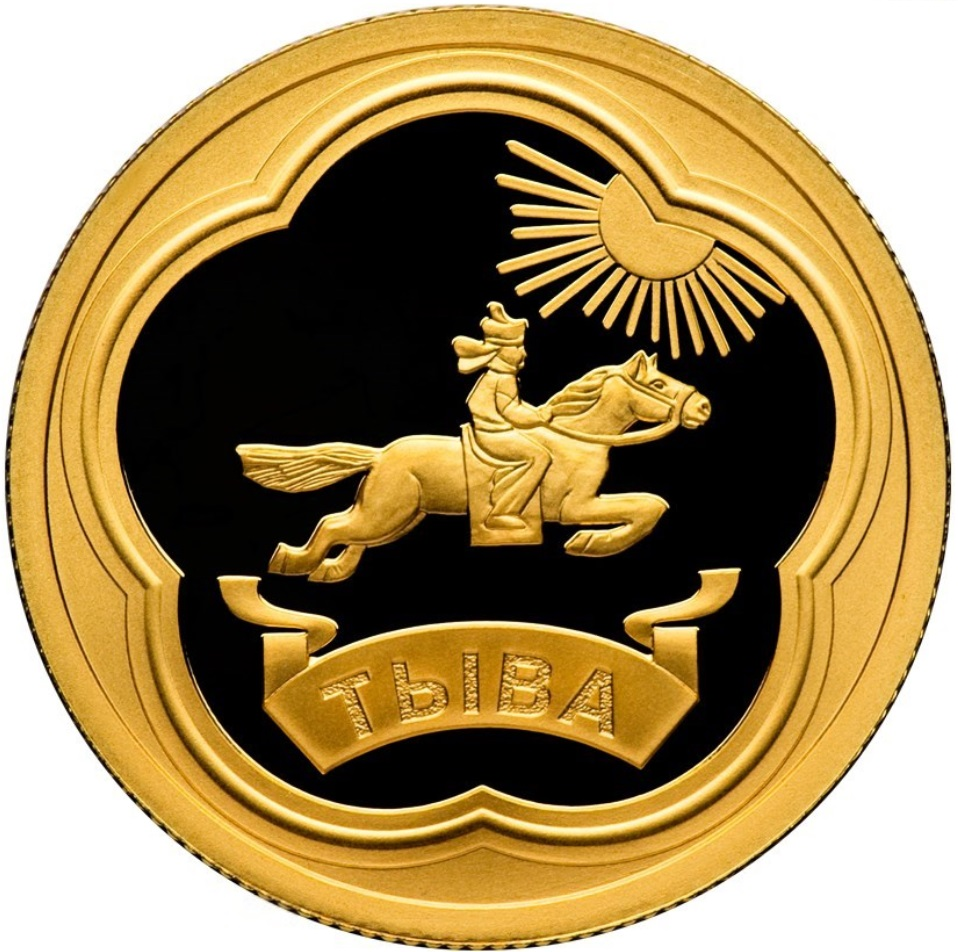
2014年图瓦国徽纪念币

1991年，图瓦苏维埃社会主义自治共和国发表“主权宣言”，苏联解体后，1992年改國號为“图瓦共和国”，並決定與其他联邦主体一起組成新的俄羅斯聯邦。
俄羅斯漢學家阿爾喬姆·科布澤夫則認為，圖瓦（唐努烏梁海）在辛亥革命以前是清帝國的一部分，但清帝國是域外而來的滿人、蒙古人與漢人組成的帝國，與當代中國有所區別。並表示討論圖瓦會不會像1922到1944年一樣獨立成國（图瓦人民共和国）還有點意義，加入當代中國沒有討論的意義。

## 主权爭議

### 中華民國
1948年5月，中華民国驻苏大使傅秉常照会苏联外交部，声明唐努乌梁海为中華民国领土。但後來中華民國政府於國共內戰失敗，撤退臺灣之故而不了了之，未能有後續行動。
1998年後，中華民國官方不再發行「中華民國全圖」。 2005年10月，主計處廢除包括唐努烏梁海在內的大陸地區各省市代碼，《中華民國年鑑》也於同年起不再將大陸地區列於「土地」一章之中，2006年又經立法院通過廢除《蒙古盟部旗組織法》，至此已無該行政區劃。目前，中華民國外交部網站上的俄羅斯地圖包含圖瓦共和國（唐努烏梁海）。有人詢問唐努烏梁海歸屬，外交部回覆如下：
關於台端所詢唐努烏梁海歸屬乙節，查唐努烏梁海係泛指介於薩彥嶺至唐努山之間狹長地帶，面積約17萬平方公里，原屬外蒙古一部份。
另查蒙古於1961年10月27日加入聯合國，係一主權國家，與世界140餘國維持外交關係，其中包括中國大陸，我國作為國際社會之一員，自應尊重國際社會的共識。行政院於民國91年元旦修正通過「台灣地區與大陸地區人民關係條例施行細則」第3條及第56條修正條文，不再視蒙古為大陸地區，以利我與蒙古正常交往。我國於2002年在蒙古設立代表處，秉持理性及務實的態度，加強雙方實質關係，不涉及固有疆域之爭議，蒙古於2003年在台北設立代表處，推動台蒙雙邊交流，建立互惠互利合作關係。
蘇聯於1921年在唐努烏梁海設立「圖瓦人民共和國」，惟未獲中華民國政府承認。1944年「圖瓦人民共和國」加入蘇聯，改名為「圖瓦蘇維埃社會主義自治共和國」。1945年中華民國與蘇聯簽署「中蘇友好同盟條約」，維持外蒙古現狀。中華民國駐蘇聯大使傅秉常於1948年5月照會蘇聯外交部聲明唐努烏梁海係中華民國領土。1949年中華民國宣布廢止「中蘇友好同盟條約」。蘇聯於1991年瓦解後，圖瓦共和國成為俄羅斯聯邦境內83個「聯邦主體（federal subject），類似州或省」之一。
我作為國際社會的一份子，務實考量國際局勢與實際需求，為拓展與俄羅斯的實質關係，我於民國82年7月在俄國首府莫斯科設立代表處，俄羅斯也於民國85年12月在台北設立代表處，雙邊年度貿易金額已突破40億美元，今後亦將在現有基礎上繼續努力，推動雙邊關係。

以上各節，敬請參考 
順頌　時綏 

 — 中华民国外交部亞西及非洲司
[[Category:自2016年5月]]

### 中华人民共和国
中華人民共和國政府自成立後從未將唐努烏梁海標識為中國領土，尊重俄羅斯和蒙古國的主權和領土完整。1949年中華人民共和國成立後出版的所有官方地圖，均將該地區標示為蘇聯（俄羅斯）和蒙古國領土。在與蘇聯交惡時期，毛澤東聲稱推翻清代與俄國簽訂的所有不平等條約，并认为唐努乌梁海“没有什么条约就糊里糊涂地变成一个苏联自治共和国”。1972年，據人民出版社出版的《各国概况》指出：「苏联在1944年吞并了我国领土唐努乌梁海，中国政府没有承认」。另外，《辭海》等書籍亦作相同描述。但即使在這段時間，中華人民共和國也從未將唐努烏梁海標識為中國領土。
1991年，中共中央总书记江泽民访问苏联期间，与苏共中央总书记米哈伊尔·戈尔巴乔夫签订了《中华人民共和国和苏维埃社会主义共和国联盟关于中苏国界东段的协定》，以及1994年9月3日，中华人民共和国与俄罗斯联邦签署了《中华人民共和国和俄罗斯联邦关于中俄国界西段的协定》。2001年7月16日，时任中共中央总书记兼中华人民共和国主席江泽民与俄罗斯总统弗拉基米尔·普京在莫斯科签订《中华人民共和国和俄罗斯联邦睦邻友好合作条约》，此条约有效期为二十年，没有主动停止则可自动顺延。根据条约第六条，“缔约双方满意地指出，相互没有领土要求，决心并积极致力于将两国边界建设成为永久和平、世代友好的边界。缔约双方遵循领土和国界不可侵犯的国际法原则，严格遵守两国间的国界。缔约双方根据一九九一年五月十六日《中华人民共和国和苏维埃社会主义共和国联盟关于中苏国界东段的协定》继续就解决中俄尚未协商一致地段的边界线走向问题进行谈判。在这些问题解决之前，双方在两国边界尚未协商一致的地段维持现状。”2004年又簽署了《中华人民共和国和俄罗斯联邦关于中俄国界东段的补充协定》。

2017年8月14日，39歲的退伍軍人、历史爱好者殷敏鴻向中华人民共和国外交部提交信息公開申請，要求公開「中蘇（俄）是否就唐努烏梁海地區歸屬問題簽約、中蒙是否就唐努烏梁海地區劃定邊界」等信息。中华人民共和国外交部在一個月後的复函中稱：
「根據《中華人民共和國政府信息公開條例》第14條和第21條，你申請的信息涉密，不屬於政府信息公開範疇。」
而未作明确回复。殷敏鸿向北京市高级人民法院提出的上诉，最终被驳回，维持原判。英国广播公司記者也就此事致電中華人民共和國外交部，未得到答覆。
中华人民共和国外交部官方网站的俄罗斯资料均包括图瓦共和国的数据（而不包括被俄罗斯占领的乌克兰领土克里米亚）。目前，中华人民共和国政府与俄罗斯联邦图瓦共和国间有官方交往。

## 延伸阅读
[在维基数据编辑]
 《清史稿/卷524》，出自趙爾巽《清史稿》